# Pioneer Venus 2

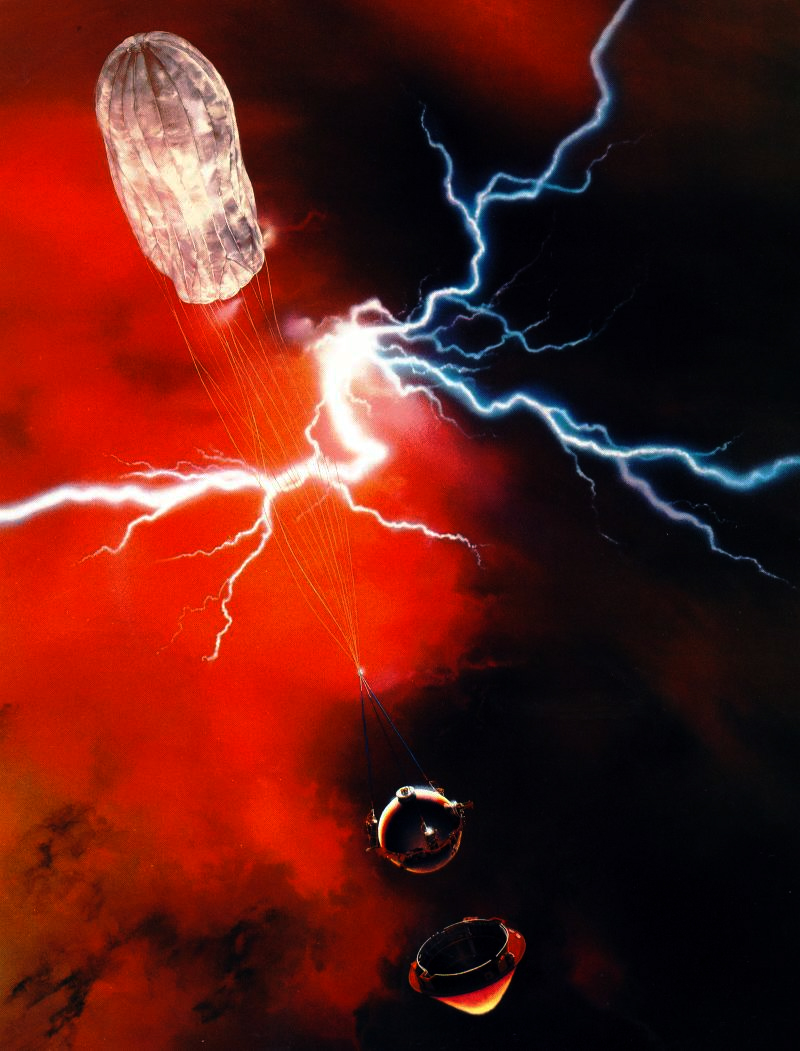
Pioneer Venus 2

Pioneer Vénus 2  (também conhecida por Pioneer 13) foi uma sonda enviada a Vénus que era do Programa Pioneer. Lançada no dia 8 de Agosto de 1978, a sonda pesava 904 kg. A nave chegou a Vénus no dia 9 de Dezembro de 1978. Ela carregava quatro sondas menores (Large, North, Day e Nignt) para estudar a atmosfera venusiana, sendo que todas as quatro sondas cumpriram bem suas missões e aterrissaram em Vênus. Uma delas, a sonda Day continuou a transmitir dados para a Terra por 67 minutos; a NASA havia projetado as sondas apenas para suportarem a descida de Vênus.